# Сидоренко-Малюкова Тамара Степанівна
Тамара Степанівна Сидоренко-Малюкова (15 лютого 1919, Красне — 20 листопада 2005, Одеса) — композитор, музичний педагог, заслужений діяч мистецтв УРСР (1981).

## Біографія
Тамара Степанівна Малюкова народилася 15 лютого 1919 року в селі Красному, Дніпровський повіт, Таврійська губернія, нині у Скадовському районі Херсонської області.
У 1937 році закінчила Миколаївське музичне училище по класу фортепіано.
У 1946 році закінчила Одеську консерваторію по класу композиції. Учениця Орфеєва С. Д.
З 1946 року — викладач Одеської консерваторії, з 1964 року — доцент. У 1966 — 1970 роках очолювала кафедру теорії і композиції.
У 1954 — 1968 роках та з 1976 року — голова правління Одеської обласної організації Спілки коспозиторів УРСР.
1956 року написала музику до фільму «Коні не винні».

## Творча діяльність
Автор балету «Чарівні черевички» (1982); вокально-симфонічного триптиху на вірші Е. Межелайтіса (1977); 3-х симфоній (1946, 1950, 1986); концертів з оркестром: для арфи (1981), для сопрано (1987); камерно-інструментальних творів; 5 вокальних циклів на вірші Лесі Українки, Ф. Гарсія Лорки, С. О. Єсеніна, романсів; обробок народних пісень, музика до театральних вистав і кінофільмів.
У 2004 році брала участь в роботі творчого колективу, що створив гімн Миколаєва.